# Protaetia culta
Protaetia culta es una especie de escarabajo del género Protaetia, familia Scarabaeidae. Fue descrita científicamente por Waterhouse en 1879.
Especie nativa de la región paleártica. Habita en Taiwán.